# Aleksandr Sołżenicyn

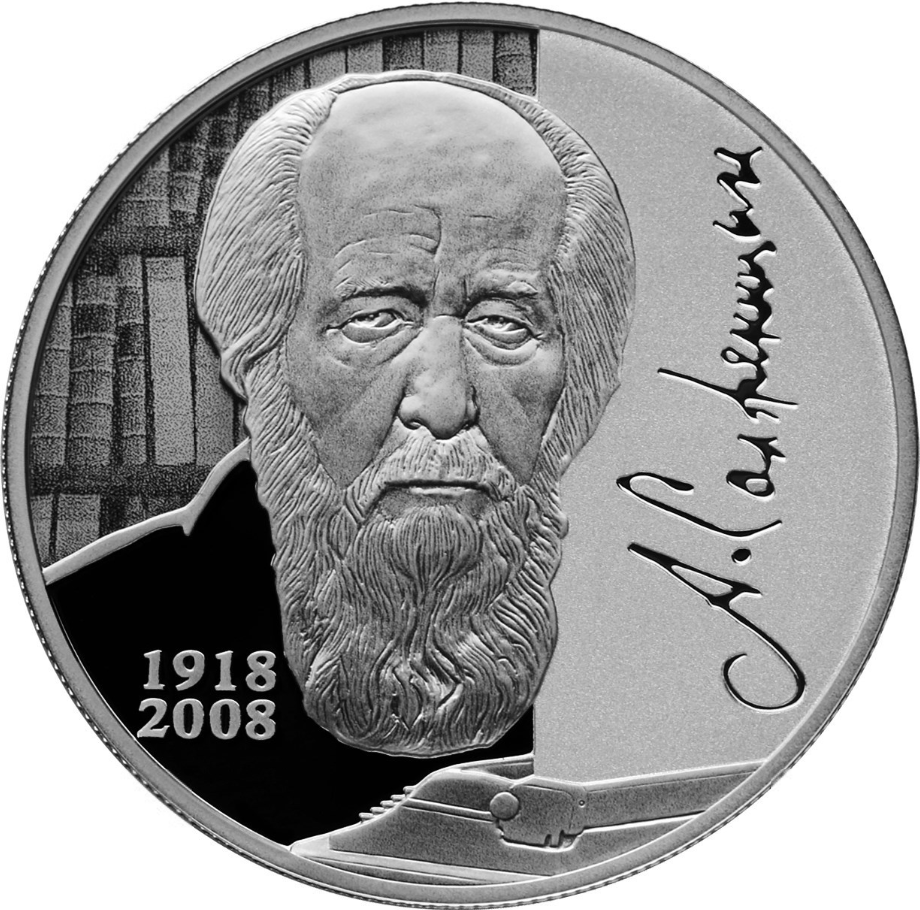
Pamiątkowa moneta o nominale 2 rubli z podobizną Aleksandra Sołżenicyna wydana z okazji 100. rocznicy jego urodzin

Aleksandr Isajewicz Sołżenicyn (ros. Александр Исаевич Солженицын; ur. 11 grudnia 1918 w Kisłowodzku, zm. 3 sierpnia 2008 w Moskwie) – rosyjski pisarz, laureat Nagrody Nobla w dziedzinie literatury za rok 1970. Autor utworów moralistycznych o komunistycznym systemie zniewolenia i terroru, ukazujących gehennę życia w łagrach (m.in. trzytomowe dzieło Archipelag GUŁag) oraz historycznych o XX-wiecznych dziejach Rosji.

## Życiorys

### Młodość, wojna, Gułag
Aleksandr Isajewicz Sołżenicyn studiował matematykę na wydziale fizyki i matematyki Państwowego Uniwersytetu w Rostowie. Równolegle był zaocznym słuchaczem Moskiewskiego Instytutu Filozofii, Literatury i Historii. Po ukończeniu studiów matematycznych w roku 1941 przez kilka miesięcy pracował jako nauczyciel matematyki w szkole.

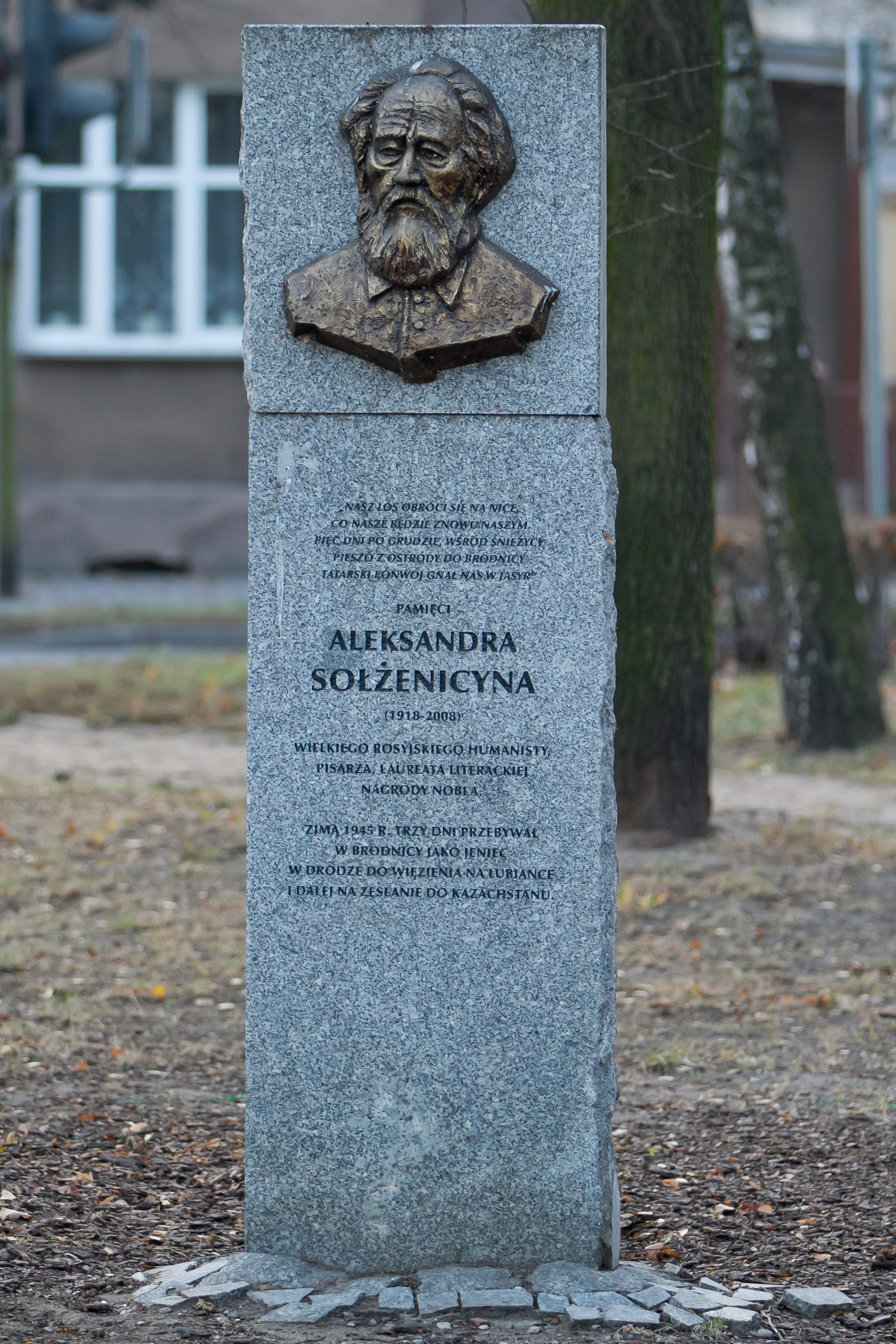
Pomnik Sołżenicyna w Brodnicy, gdzie w lutym 1945 na ul. Przykop 3 przez trzy dni pisarz był więziony przez NKWD przed dalszą zsyłką

W październiku 1941 został zmobilizowany i trafił do szkoły artylerii, skąd w końcu 1942 (lub na początku 1943 według innych źródeł) skierowano go na front pod Orłem. Za postawę w walce otrzymał Order Wojny Ojczyźnianej drugiego stopnia, Order Czerwonej Gwiazdy oraz awans do stopnia kapitana artylerii. Wyróżnił się podczas walk w Prusach Wschodnich wyprowadzając swój oddział z okrążenia.
Został aresztowany 9 lutego 1945 w okolicach Elbląga (według innych źródeł mogło to być we wsi Dittrichsdorf, dziś Biała Wola w gminie Lubomino) po tym, jak NKWD przechwyciło jego list do przyjaciela zawierający krytyczne opinie na temat sposobów prowadzenia wojny przez Związek Radziecki i roli Stalina. Po aresztowaniu trafił do więzienia na Łubiance, a stamtąd na Butyrki w Moskwie. Na mocy osławionego artykułu 58, p. 10 (antyradziecka agitacja) i 11 (próba utworzenia organizacji antyradzieckiej) ówczesnego radzieckiego kodeksu karnego został skazany na 8 lat wychowawczego obozu pracy. Więziono go w obozie w dawnym monasterze Nowe Jeruzalem pod Moskwą, następnie pracował w szaraszce (specjalny obóz dla specjalistów i naukowców) w Marfinie, a w końcu przewieziono go do obozu w Jekybastuzie.
Został zwolniony w lutym 1953 i skierowany na „wieczne osiedlenie” do wioski Kok-Terek w obwodzie dżambulskim w Kazachstanie. Po rozpoznaniu u niego raka żołądka poddawany był leczeniu naświetleniami w szpitalu w Taszkencie, gdzie następnie przeszedł operację usunięcia guza. Pomimo zabiegu, nowotwór miał przerzuty i według diagnozy lekarzy-zesłańców postawionej w grudniu 1953 Sołżenicynowi pozostały trzy miesiące życia. Jednak przerzuty nagle ustąpiły, co Sołżenicyn uznał za realizację Bożego zamysłu – opinię tę wielokrotnie podtrzymywał w przyszłości. W 1956 (albo 1957 – według innych źródeł) został zrehabilitowany i wrócił do europejskiej części Związku Radzieckiego. Podjął pracę jako nauczyciel szkoły wiejskiej pod Riazaniem, a później w samym Riazaniu.

### Pisarz
W tym okresie intensywnie zajmował się już działalnością literacką, kontynuując to, co rozpoczął w warunkach obozowych. Według własnych wspomnień, od 1947 tworzył jedyną możliwą dla łagiernika metodą – zapamiętując całe fragmenty utworów. Był wówczas przekonany, że za życia żaden jego utwór nie zostanie opublikowany.
Pracował między innymi nad utworem Krąg pierwszy i przygotowywał się do rozpoczęcia prac nad Archipelagiem Gułag. Próbował też bezskutecznie opublikować krytyczne recenzje wydanych wówczas wspomnień Ilji Erenburga i Konstantina Paustowskiego. W 1959 w ciągu trzech tygodni napisał opowiadanie Szcz-854 (Jeden dzień jednego więźnia). Po oddaniu do publikacji było ono rozprowadzane również w „niezależnym obiegu” w postaci ręcznych odpisów i wkrótce nazwisko Sołżenicyna stało się publicznie znane.
Historia publikacji Jednego dnia jest jednym z bardziej wyrazistych przykładów realiów panujących w Związku Radzieckim. Korzystając ze względnej swobody panującej w okresie chruszczowowskiej „odwilży”, Sołżenicyn złożył Jeden dzień do publikacji w uważanym za liberalny miesięczniku Nowyj Mir. Jego redaktorem naczelnym był poeta Aleksandr Twardowski, mający dostęp do samego Chruszczowa. Maszynopis opowiadania pisarz przekazał przez byłego współwięźnia Lwa Kopielewa sekretarz działu prozy, Annie Samojłownie Berzer, której drogą zręcznych posunięć udało się wręczyć utwór bezpośrednio Twardowskiemu. Sołżenicynowi wypłacono zaliczkę w wysokości jego dotychczasowych dwuletnich dochodów, ale zabiegi wokół publikacji trwały jeszcze kilka miesięcy. W końcu, po ingerencjach redakcyjnych, stylistycznych i zmianie tytułu na Jeden dzień Iwana Denisowicza (wszystko za zgodą Sołżenicyna), Twardowskiemu udało się uzyskać zgodę na publikację od samego Chruszczowa, ten zaś z kolei doprowadził do zgody Prezydium KC KPZR. Opowiadanie ukazało się pod koniec 1962.
Do 1966 Nowyj Mir opublikował kilka kolejnych utworów Sołżenicyna, który prawie z dnia na dzień zdobył sławę jako pisarz. Przyjęto go do Związku Pisarzy Radzieckich, a Jeden dzień nominowano do Nagrody Leninowskiej, której jednak ostatecznie nie otrzymał. Uznanie otworzyło Sołżenicynowi dostęp do szeregu archiwów, co wykorzystał zbierając materiały do Archipelagu Gułag. Zawarł w nim ustne relacje 227 świadków i mnóstwo informacji zaczerpniętych z listów byłych więźniów. Trzytomowe dzieło zostało ukończone w 1968, mimo równoległej pracy nad Oddziałem chorych na raka i Kręgiem pierwszym. Rozpoczęte w tym czasie prace nad powieścią Sierpień czternastego zaowocowały po ponad dwudziestu latach epopeją Czerwone koło (1969-1991).
Własne przeżycia i wiedza jaką zdobył w trakcie prac nad Archipelagiem spowodowały, że Sołżenicyn coraz bardziej przeistaczał się z ostrożnego przeciwnika w otwartego wroga ustroju radzieckiego. Zachowywał przy tym daleko posuniętą ostrożność, przechowując rękopisy utworów w rozproszeniu u przyjaciół. Niektóre z nich już wtedy „wyciekały” na Zachód, jak na przykład Okruchy wydane w 1964 w kwartalniku Grani.

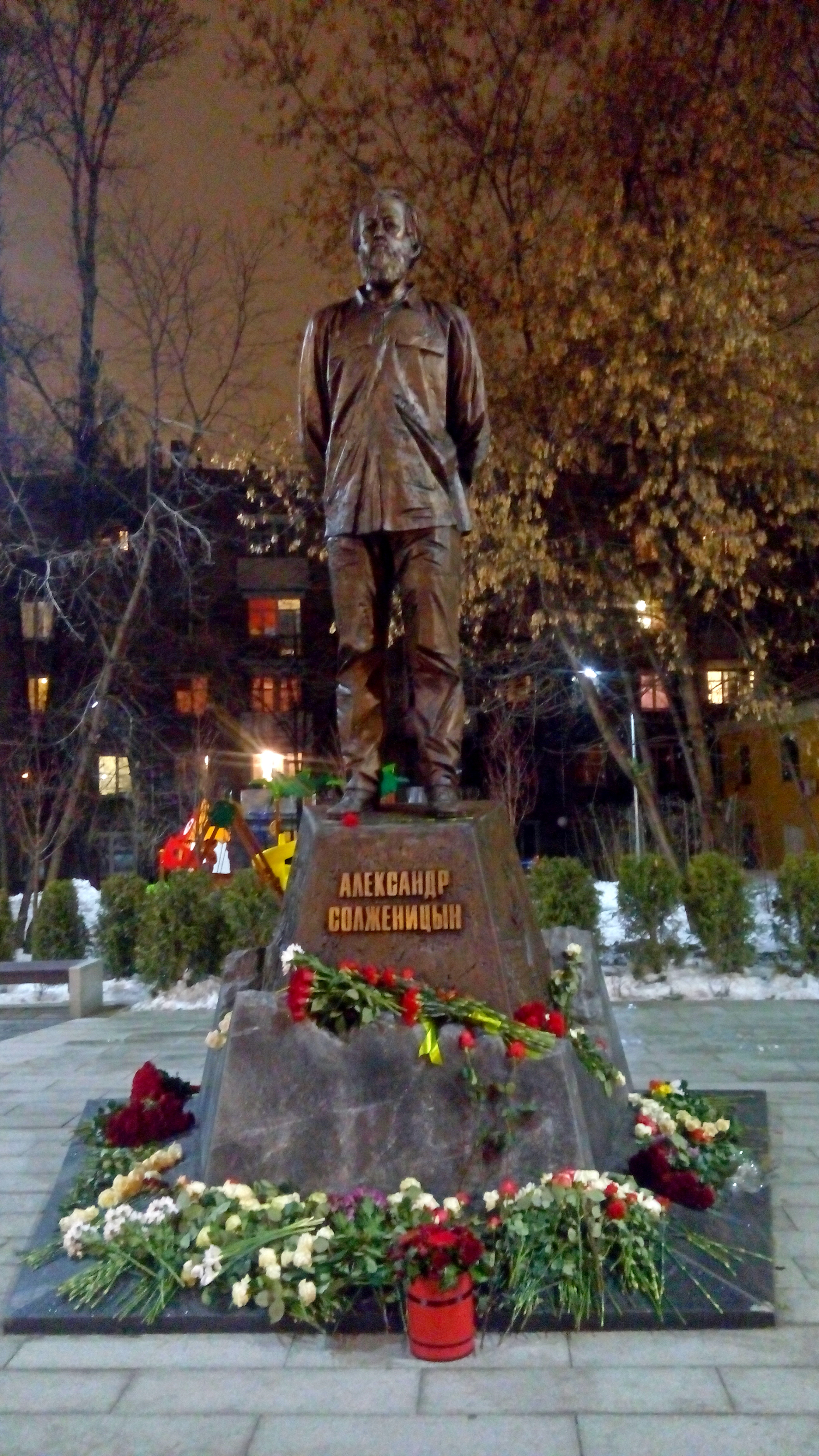
Pomnik Aleksandra Sołżenicyna w Moskwie odsłonięty w 2018

Po odsunięciu od władzy Chruszczowa w 1964, ekipa Breżniewa kontynuowała jego politykę ograniczania względnych swobód przyznanych społeczeństwu w okresie „odwilży”. To z kolei umacniało radykalizm Sołżenicyna. We wrześniu 1965 KGB skonfiskowało większość zakonspirowanego archiwum pisarza, a rok później jego pisma zostały objęte nieoficjalnym zakazem publikacji. On sam poddawany był rozmaitym szykanom, rozpowszechniano m.in. pogłoski o jego żydowskim pochodzeniu i współpracy z gestapo. W 1966 ukazało się ostatnie opowiadanie Aleksandra Sołżenicyna w Nowym Mirze. Rok później skierował on do IV zjazdu pisarzy radzieckich list otwarty z żądaniem m.in. likwidacji cenzury. Ocalałe lub odtworzone utwory przekazywał na Zachód, stopniowo zezwalając na publikację (Krąg pierwszy i Oddział chorych na raka w 1968). W 1969 został wykluczony ze Związku Pisarzy Radzieckich. Zamieszkał wówczas na daczy słynnego rosyjskiego wiolonczelisty-wirtuoza Mstisława Rostropowicza.
W 1970 roku Aleksandr Sołżenicyn otrzymał literacką Nagrodę Nobla za całokształt twórczości. W jej uzasadnieniu znalazły się m.in. słowa: za moralną siłę, z jaką spełnia obowiązki wobec niezastąpionych tradycji literatury rosyjskiej. Niektóre źródła podają, że nagroda przyznana została pisarzowi za Archipelag Gułag, jednak w 1970 dzieło to nie było jeszcze opublikowane (choć mogło być znane Komitetowi Noblowskiemu w nieoficjalnym odpisie). Sołżenicyn przez długi czas nie mógł zdecydować się na odebranie nagrody, obawiając się zakazu powrotu do ojczyzny. Po ukazaniu się w Paryżu w 1971 Sierpnia Czternastego (roku), pierwszej części epopei Czerwone koło, władze nasiliły szykany wobec pisarza. W prasie ponownie zaczęły się pojawiać „pytania od czytelników” o żydowskie pochodzenie i wojenną przeszłość pisarza.
We wrześniu 1973 KGB skonfiskowało rękopis Archipelagu Gułag. W tej sytuacji pisarz zezwolił na publikację książki przez wydawnictwo YMCA Press, co nastąpiło w Paryżu w grudniu tego roku. Oliwy do ognia dolało opublikowanie na Zachodzie jego Listu do wodzów Związku Radzieckiego. W odpowiedzi władze podjęły zdecydowane działania. Zorganizowano akcję „spontanicznych” protestów zbiorowych ludu pracującego i lawinę indywidualnych oświadczeń. Sołżenicyna wezwano na przesłuchanie do prokuratury, a gdy się nie stawił, został na krótko aresztowany. Wydany specjalnie dekret Prezydium Rady Najwyższej ZSRR pozbawiał go obywatelstwa Związku Radzieckiego i nakazywał administracyjne wydalenie pisarza z ZSRR. Zrealizowano to natychmiast, wywożąc go samolotem do Frankfurtu nad Menem.
Sołżenicyn jest autorem określenia „obrazowanszczina” (образованщина) użytego jako tytuł eseju, będącego pejoratywnym określeniem ludzi, którzy dzięki władzy bolszewików zastąpili tradycyjną inteligencję. Termin ten przełożył na jęz. polski Roman Zimand jako „wykształciuchy”, natomiast prof. Andrzej de Lazari używa pojęcia „wykształceńcy”.

### Emigracja pisarza
Po wydaleniu zamieszkał na krótko w Zurychu, a po odebraniu Nagrody Nobla w 1975 i podróży do USA osiadł rok później z rodziną koło Cavendish w stanie Vermont. Pracował tam nad wielotomową epopeją historyczną Czerwone koło, która miała składać się z 20 części – od sierpnia 1914, przez wiosnę 1922 (stłumienie przez Tuchaczewskiego powstania w guberni tambowskiej), do wydarzeń z lat 1928, 1931, 1937, 1941 i 1945, ostatecznie jednak powieść pozostała nieukończona.

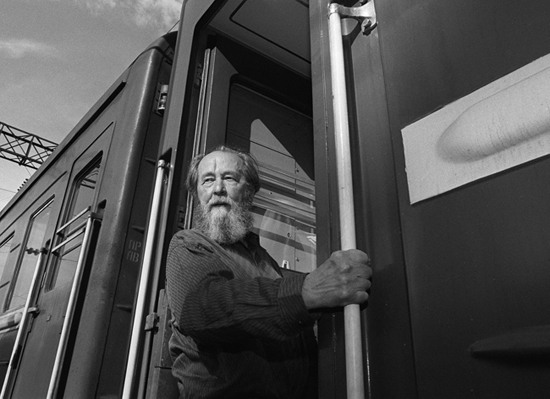
Aleksandr Sołżenicyn w pociągu we Władywostoku

Aleksandr Sołżenicyn, mocno przywiązany do rosyjskiego patriotyzmu, trzymał się osobno od całej emigracji rosyjskiej, której przedstawiciele – i nie tylko oni – traktowali jego poglądy jako nacjonalizm. „Samotnik z Vermont”, jak nazwała go zachodnia prasa, coraz bardziej skłaniał się ku pozycjom słowianofilstwa i panslawizmu. W utworach z tego okresu przeciwstawiał demokracji, kulturze i mentalności Zachodu zasady moralne wywodzące się z prawosławia i tradycyjnej religijności „ludu rosyjskiego”. Wywołało to krytykę ze strony innych dysydentów radzieckich, a część z nich, zwłaszcza nastawiona lewicowo, traktowała go jako skrytego monarchistę, tęskniącego za rządami autorytarnymi, nacjonalistę i izolacjonistę. Sparodiowano go nawet w satyrycznym utworze Władimira Wojnowicza Moskwa 2042 jako Sima Simycza Karnawałowa, mesjanistycznego zbawcę na białym koniu.

### Powrót do Rosji
Gorbaczowowska pierestrojka stała się mimo woli początkiem demontażu Związku Radzieckiego. Świadectwem zmian był choćby fakt, że bez przeszkód można było drukować utwory Aleksandra Sołżenicyna. W Nowym Mirze opublikowano jego wykład noblowski i kilka fragmentów Archipelagu, a we wrześniu 1989 roku Komsomolska Prawda i Litieraturnaja Gazieta zamieściły jego artykuł-manifest Jak odbudować Rosję. Sam Sołżenicyn odnosił się jednak do tych zmian nieufnie i, mimo iż 18 sierpnia 1989 roku przywrócono mu radzieckie obywatelstwo, wrócił do Rosji dopiero 27 maja 1994 roku.
Po powrocie odbył szereg podróży wzdłuż całego kraju, od Władywostoku aż do Moskwy. Zamieszkał pod Moskwą w posiadłości otrzymanej od rządu. Włączył się w życie społeczne i publicystyczne, dając serie odczytów, publikując w prasie i prowadząc własny program telewizyjny. Jego zdecydowane poglądy i moralizowanie spowodowały jednak, że po początkowym uznaniu i pewnym wpływie na rosyjskie elity intelektualne, z czasem tracił popularność. We wrześniu 1995 roku zlikwidowano jego program w państwowej telewizji ORT Ostankino. Niemniej, w 1997 roku został wybrany na członka Rosyjskiej Akademii Nauk, a 12 czerwca 2007 roku, podczas obchodów Dnia Rosji, Sołżenicyn odebrał z rąk Władimira Putina wysokiej rangi odznaczenie państwowe.

### Śmierć i pogrzeb
Aleksandr Sołżenicyn zmarł 3 sierpnia 2008 na zawał serca, przeżywszy 89 lat. Jego pogrzeb odbył się 6 sierpnia 2008 na starym cmentarzu przy monasterze Dońskim. W uroczystościach pożegnalnych udział wziął m.in. Prezydent Federacji Rosyjskiej Dmitrij Miedwiediew.

## Odznaczenia, wyróżnienia
- Order Świętego Andrzeja (1998) – odmówił odebrania[9][10]
- Order Wojny Ojczyźnianej II klasy (1943)[2]
- Order Czerwonej Gwiazdy (1944)[11]
- Medal „Za zwycięstwo nad Niemcami w Wielkiej Wojnie Ojczyźnianej 1941–1945” (1957)[potrzebny przypis]
- Medal „Za zdobycie Królewca” (1958)[potrzebny przypis]
- Krzyż Wielki Orderu Gwiazdy Rumunii (2008, pośmiertnie)[potrzebny przypis]
- Nagroda Nobla w dziedzinie literatury (1970)[12]
- Państwowa Nagroda Federacji Rosyjskiej (2006)[13]
- Państwowa Nagroda RFSRR im. Maksima Gorkiego (1990)[potrzebny przypis]

## Upamiętnienie
W grudniu 2018 uroczyście odsłonięto w Moskwie pomnik Aleksandra Sołżenicyna. W uroczystości wziął udział prezydent Federacji Rosyjskiej Władimir Putin.

## Życie prywatne
Pierwszą żoną pisarza była Natalia Rieszetowska (urodzona w 1919 roku). Powtórnie ożenił się z Natalią Swietłową (urodzoną w 1939 roku). Miał trzech synów. Drugi z nich – Ignat (urodzony w 1972 roku) – jest pianistą. Pod nazwiskiem Natalia Rieszetowska opublikowano bardzo krytyczną biografię Sołżenicyn: realia i mistyfikacje – polskie wydanie 1977.

## Wybrana twórczość
źródło

### Powieści
- 1968 – Krąg pierwszy (ros. В круге первом) – polskie tłumaczenie Jerzy Pomianowski
- 1968 – Oddział chorych na raka (ros. Раковый корпус) – polskie tłumaczenie Michał B. Jagiełło
- 1972 – Sierpień czternastego (ros. Август Четырнадцатого) – polskie tłumaczenie Michał B. Jagiełło
- 1973 – Archipelag GUŁag (ros. Архипелаг ГУЛаг) – polskie tłumaczenie Michał Kaniowski
- 1975 – Lenin w Zurychu (ros. Ленин в Цюрихе)
- 1999 – Kochaj rewolucję!: Niedokończona powieść (ros. Люби революцию!)

### Nowele i opowiadania
- 1962 – Jeden dzień Iwana Denisowicza (ros. Один день Ивана Денисовича)
- 1963 – Zagroda Matriony (ros. Матрёнин двор) – polskie tłumaczenie Józef Łobodowski
- 1963 – Zdarzenie na stacji Kreczetowka lub Zdarzenie na stacji Koczetowka[a] (ros. Случай на станции Кречетовка lub Случай на станции Кочетовка)
- 1963 – Dla dobra sprawy (ros. Для пользы дела)
- 1966 – Zachar Kalita (ros. Захар-Калита)
- 1994 – Morelowe konfitury (ros. Абрикосовое варенье) – zbiór powiązanych ze sobą, zestawionych w pary opowiadań; polskie tłumaczenie Jerzy Czech, Juliusz Baczyński i Józef Waczków
- Prawa dłoń (ros. Правая кисть)
- Jaka szkoda (ros. Как жаль)
- Okruchy
- Oddech
- Kaczątko
- Prochy poety
- Kloc wiązowy
- Odbicie w wodzie
- Burza w górach
- Miasto nad Newą
- Kulka
- Sposób poruszania się
- Stare wiadro
- W stronach Jesienina
- Kołchozowy plecak
- Ognisko i mrówki
- A my nie umrzemy
- Zaczynając dzień
- Wędrując wzdłuż Oki
- Jezioro Segden
- Procesja wielkanocna

### Dramaty
- 1969 – Ladacznica i niewinny (ros. Олень и шалашовка)
- Świeca na wietrze (ros. Свеча на ветру) – Swiet, kotoryj w tiebie (ros. Свет, который в тебе)
- Riespublika truda (ros. Республика труда)
- Pir pobieditielej (ros. Пир победителей)

### Publicystyka
- 1973 – Skrucha i samoograniczenie jako kategorie życia narodowego (ros. Раскаяние и самоограничение как категории национальной жизни)
- 1973 – Pokój i przemoc. Artykuł dla dziennika „Aftenposten” (ros. Мир и насилие)
- 1973 – List do przywódców Związku Sowieckiego (ros. Письмо вождям Советского Союза)
- 1974 – Żyj bez kłamstwa! (ros. Жить не по лжи!)
- 1978 – Przemówienie na spotkaniu absolwentów Uniwersytetu Harvarda
- 1978 – Odpowiedź na pytanie „Kultury”
- 1980 – Czym zagraża Ameryce błędne rozumienie Rosji? Artykuł dla czasopisma „Foreign Affairs” (ros. Чем грозит Америке плохое понимание России)
- 1980 – Do strajkujących robotników polskich
- 1980 – O zagrożeniu Polski
- 1990 – Jak odbudować Rosję? (ros. Как нам обустроить Россию)
- 1998 – Rosja w zapaści (ros. Россия в обвале)
- 1998–2003 – Wpadło ziarno między żarna (ros. Угодило зёрнышко промеж двух жерновов) – polskie tłumaczenie Jerzy Czech
- 2001–2002 – 200 lat razem (ros. Двести лет вместе) – kontrowersyjna praca poświęcona historii Żydów w Rosji od rozbiorów Polski po czasy współczesne (tom pierwszy – poświęcony okresowi 1795–1916, wydany w 2001 roku; tom drugi – poświęcony okresowi 1917–1995, wydany w 2002 roku)